# Richard Varga
Richard Varga (* 28. Januar 1989) ist ein slowakischer Triathlet. Er ist vierfacher Aquathlon-Weltmeister (2010, 2112, 2013, 2015), zweifacher Olympiastarter (2012, 2016), Europameister Triathlon-Sprintdistanz (2018) und amtierender slowakischer Meister auf der Triathlon-Sprintdistanz (2019).

## Werdegang
2009 startete Varga bei der Europameisterschaft Winter-Triathlon und er belegte den zehnten Rang.

### Weltmeister Aquathlon 2010
Im September 2010 wurde er in Budapest Weltmeister im Aquathlon und er konnte sich diesen Titel 2012 und 2013 erneut sichern.

### Olympische Sommerspiele 2012
Bei den Olympischen Sommerspielen 2012 belegte er in London im Triathlon den 22. Rang, nachdem er das Rennen noch als schnellster Schwimmer gestartet hatte. Im September wurde Richard Varga Triathlon-Vizeeuropameister der Klasse U23.
Im September 2015 holte er sich in Chicago zum vierten Mal den Titel des Aquathlon-Weltmeisters.
Im Mai 2016 wurde er Zwölfter bei der Europameisterschaft auf der olympischen Kurzdistanz.

### Olympische Sommerspiele 2016
Richard Varga belegte am 18. August in Rio de Janeiro bei den Olympischen Sommerspielen 2016 den elften Rang. Im September wurde er in Mexiko Vizeweltmeister Aquathlon. In der Slowakei wurde er im Mai 2017 Aquathlon-Europameister.
Im Juli 2018 wurde der damals 29-Jährige in Estland Europameister auf der Triathlon-Sprintdistanz. Im September 2019 wurde er slowakischer Meister auf der Triathlon-Sprintdistanz. Richard Varga lebt in Bratislava.

### Langdistanz seit 2022
Beim Ironman Texas startete der 33-Jährige im April 2022 erstmals auf der Langdistanz.

## Sportliche Erfolge
| Datum/Jahr    | Rang | Wettbewerb                                           | Austragungsort  | Zeit     | Bemerkung                                                               |
| ------------- | ---- | ---------------------------------------------------- | --------------- | -------- | ----------------------------------------------------------------------- |
| 7. Aug. 2022  | 2    | Ironman 70.3 Gdynia                                  | Gdynia          | 03:42:05 |                                                                         |
| 28. Mai 2022  | 14   | ITU Triathlon World Cup                              | Arzachena       | 00:55:35 |                                                                         |
| 22. Mai 2022  | 2    | Challenge World Championship                         | Šamorín         |          | „The Championship“                                                      |
| 14. Sep. 2019 | 1    | SVK Sprint Triathlon National Championships          | Stará Myjava    | 00:58:32 | Slowakischer Meister auf der Sprintdistanz                              |
| 20. Juli 2018 | 1    | ETU Sprint Distance Triathlon European Championships | Tartu           | 00:53:07 | Europameister auf der Sprintdistanz                                     |
| 19. März 2017 | 4    | Super League Triathlon Australia                     | Hamilton Island |          | Auftaktveranstaltung im neuen dreitägigen Rennformat                    |
| 18. Aug. 2016 | 11   | Olympische Sommerspiele 2016                         | Rio de Janeiro  | 01:47:17 |                                                                         |
| 28. Mai 2016  | 12   | ETU Triathlon European Championships                 | Lissabon        | 01:51:12 | Europameisterschaft auf der olympischen Kurzdistanz                     |
| 29. März 2015 | 7    | ITU World Championship Series 2015                   | Auckland        | 01:57:07 | im zweiten Rennen der Saison                                            |
| 7. März 2015  | 24   | ITU World Championship Series 2015                   | Abu Dhabi       | 00:54:01 | im ersten Rennen der Saison auf der Sprintdistanz                       |
| 1. Sep. 2012  | 2    | ETU Triathlon European Championship U23              | Aguilas         | 01:48:39 | U23-Vizeeuropameister Triathlon, hinter dem Franzosen Pierre Le Corre   |
| 7. Aug. 2012  | 22   | Olympische Sommerspiele 2012                         | London          | 01:49:25 | [ 2 ]                                                                   |
| 20. Juni 2009 | 10   | ETU Triathlon European Championship U23              | Tarzo Revine    | 01:52:54 | U23-Europameisterschaft Triathlon                                       |
| 12. Juni 2009 | 2    | Vienna City Triathlon                                | Wien            |          | hinter dem Österreicher Franz Höfer Zweiter über die olympische Distanz |
| 10. Mai 2008  | 64   | ETU Triathlon European Championship Junior Men       | Lissabon        | 01:04:56 |                                                                         |
| 23. Juni 2006 | 56   | ETU Triathlon European Championship Junior Men       | Autun           | 01:05:49 |                                                                         |

| Datum/Jahr    | Rang | Wettbewerb                                      | Austragungsort | Zeit | Bemerkung                        |
| ------------- | ---- | ----------------------------------------------- | -------------- | ---- | -------------------------------- |
| 7. Mai 2023   | DNF  | ITU Long Distance Triathlon World Championships | Ibiza          | –    |                                  |
| 23. Apr. 2022 |      | Ironman Texas                                   | The Woodlands  |      | erster Start auf der Langdistanz |

| Datum/Jahr    | Rang | Wettbewerb                           | Austragungsort | Zeit     | Bemerkung                                              |
| ------------- | ---- | ------------------------------------ | -------------- | -------- | ------------------------------------------------------ |
| 30. Okt. 2021 | 2    | ITU Aquathlon World Championships    | El Anillo      |          | Vizeweltmeister Aquathlon                              |
| 24. Juni 2021 | 4    | ETU Aquathlon European Championships | Walchsee       | 00:28:04 | Europameisterschaft Aquathlon                          |
| 27. Mai 2017  | 1    | ETU Aquathlon European Championships | Bratislava     | 00:28:13 | Europameister Aquathlon                                |
| 14. Sep. 2016 | 2    | ITU Aquathlon World Championships    | Cozumel        | 00:29:03 | Vizeweltmeister Aquathlon                              |
| 16. Sep. 2015 | 1    | ITU Aquathlon World Championships    | Chicago        | 00:25:42 | Aquathlon-Weltmeister                                  |
| 11. Sep. 2013 | 1    | ITU Aquathlon World Championships    | London         | 00:28:40 | Aquathlon-Weltmeister (1 km Schwimmen und 5 km Laufen) |
| 17. Okt. 2012 | 1    | ITU Aquathlon World Championships    | Auckland       | 00:28:33 | Aquathlon-Weltmeister                                  |
| 8. Sep. 2010  | 1    | ITU Aquathlon World Championships    | Budapest       | 00:20:27 | Aquathlon-Weltmeister                                  |

| Datum/Jahr   | Rang | Wettbewerb                                     | Austragungsort | Zeit     | Bemerkung               |
| ------------ | ---- | ---------------------------------------------- | -------------- | -------- | ----------------------- |
| 6. Feb. 2009 | 10   | ETU Winter Triathlon European Championship U23 | Látky Mláky    | 01:35:49 | Europameisterschaft U23 |